# Allium oschaninii
Allium oschaninii är en amaryllisväxtart som beskrevs av Olga Alexandrovna Fedtschenko. Allium oschaninii ingår i släktet lökar, och familjen amaryllisväxter. Inga underarter finns listade i Catalogue of Life.

## Bildgalleri

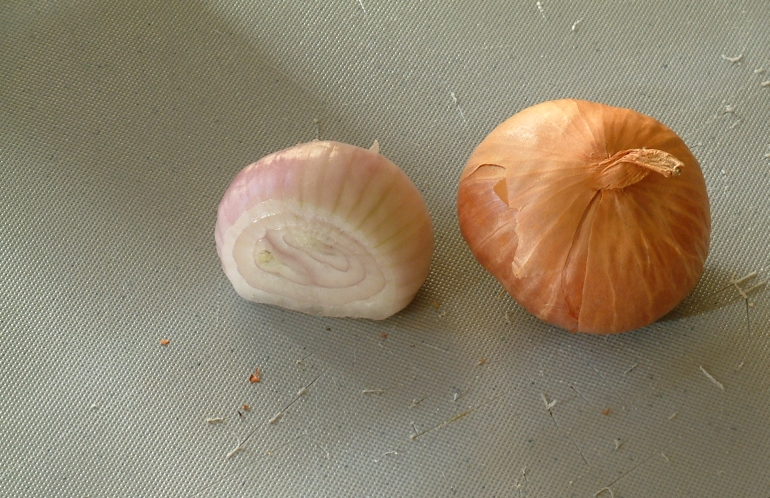